# Hunter (Kansas)
Pour les articles homonymes, voir Hunter.
Hunter est une ville américaine située dans le comté de Mitchell, au Kansas. Selon le recensement de 2020, sa population est de 51 habitants.